# Francisco Lara Casalilla
Francisco Lara Casalilla (Madrid, 25 de diciembre de 1985) es un jugador y entrenador español de fútbol americano.

## Jugador

### Madrid Osos
Formó parte de Osos de Madrid (Rivas-Vaciamadrid), equipo que compite en la Liga Nacional de Fútbol Americano (LNFA Élite). Durante 3 años jugó en la posición de Linebacker (LB), en los cuales ganó su primera Copa de España, fue seleccionado para el extinto Campeonato de Selecciones Autonómicas. y jugó en la EFAF Cup. Posteriormente pasó a jugar en la posición de Running Back (RB) con el dorsal número 31, época en la que consiguió su segunda Copa de España e integró un cuerpo de corredores que poseía jugadores de la calidad de Timothy Peña. Tras su paso por los Berlín Rebels, volvió a jugar para Osos de Madrid, esta vez en calidad de Fullback (FB), compartiendo backfield con Abel Jorna y el que fuese el MVP de la liga la temporada 2012, Kevin Gramage.

### Berlin Rebels
En el año 2011 integró las filas de Berlin Rebels, equipo que compitió en la GFL 2, en la conferencia GFL 2 North y que finalmente consiguió el ascenso a la GFL. Donde jugó en la posición de Running Back (RB) con el dorsal número 47.
En el año 2014 regresó a las filas de Berlin Rebels, esta vez para jugar con el segundo equipo (Berlin Rebels II) en la Oberliga Ost (4ª división alemana). Y acabó la temporada volviendo a jugar para el primer equipo, siendo, de esta manera, uno de los primeros españoles en disputar un partido de GFL.
En el año 2015 continuó en Berlin Rebels II, año en el cual consiguió registrar una temporada perfecta (12 victorias y 0 derrotas) y ascender a la Regionalliga Ost (3ª división alemana). Y finalmente el 2016 fue el último año que formó parte de dicho equipo.

### Berlin Kobras
En la pretemporada del 2017 acepta la oferta recibida por parte de Berlin Kobras, pasando a contribuir de esta manera al nuevo proyecto del Head Coach Tom Balkow. Pero tras los problemas acaecidos entre el Personal deportivo y la junta directiva del club, regresa, al igual que hiciera gran parte de la plantilla, a su anterior club, en su caso los Berlín Rebels, jugando con ellos una última temporada.

### Berlin Knights
Una vez acaba la temporada 2017, Tom Balkow vuelve a contactar con él para que forme parte del equipo que acaba de formar, los Berlin Knights. En dicha temporada consigue con su equipo un registro de 12 victorias, entre ellas la de la V Barnim Bowl en la que consiguió el título de jugador más valioso, 1 empate y 1 derrota (derrota que debido al diferencial de puntos dejó a los Knights en la 2ª posición de la Landesliga Ost Nord).

## Personal Técnico Junior-Cadete
También compaginó su labor de jugador con la de entrenador, perteneciendo al cuerpo técnico del equipo Junior. Tras un año como asistente, posteriormente entrenó en calidad de Entrenador Posición (Running Backs).

## Clubes
| Club             | País     | Año       |
| Rivas Osos       | España   | 2004-2010 |
| Berlin Rebels    | Alemania | 2011-2011 |
| Rivas Osos       | España   | 2012-2013 |
| Berlin Rebels II | Alemania | 2014-2017 |
| Berlin Knights   | Alemania | 2018-act  |
| ---------------- | -------- | --------- |

### Previas y Crónicas
- Crónica Osos vs. Firebats - Temporada 2010 (enlace roto disponible en Internet Archive; véase el historial, la primera versión y la última).
- Preview Osos vs. Pioners - Temporada 2010 (enlace roto disponible en Internet Archive; véase el historial, la primera versión y la última).
- Crónica Osos @ Ricers - Temporada 2012 (enlace roto disponible en Internet Archive; véase el historial, la primera versión y la última).
- Crónica Knights @ Warriors - Barnim Bowl V

### Apariciones en los Medios
- Osos en la Super Bowl del Hard Rock Café (Video - Entrevista)
- ABC.es visita a Osos (Video - # 98)
- Osos y Pioners buscan la gloria en la LNFA Élite